# Angie Brown

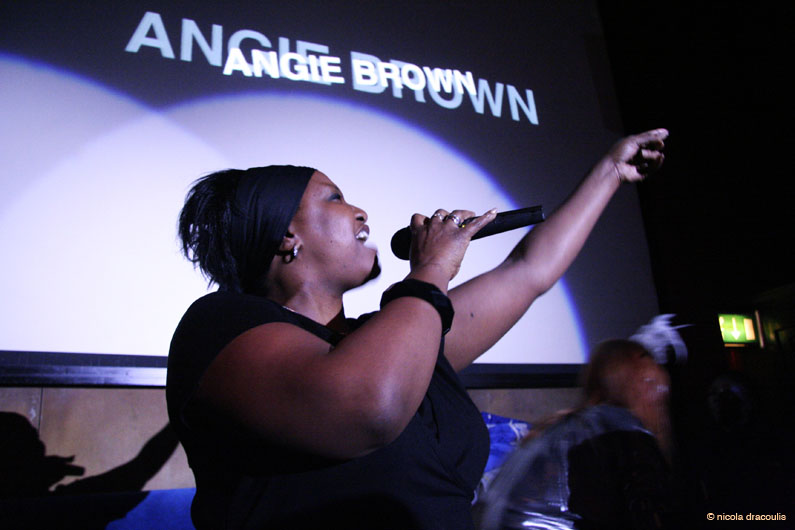
Angie Brown

Angie Brown (* 13. Juni 1963 in London) ist eine britische Sängerin im Bereich House und Dance.

## Karriere
Angie Brown war als Studio- und Backgroundsängerin zahlreicher Projekte beteiligt. Seit Anfang der 1990er Jahre wird ihre Stimme für Dance- und House-Produktionen als Featuring eingesetzt. Mit der Gruppe Bizarre Inc hatte sie 1992/1993 zwei UK-Top-20-Hits zu vermelden. Es folgten über die Jahre zahlreiche weitere Dance-Titel mit verschiedenen Produzenten. 2014 erschien sie in der Castingshow The Voice UK als Kandidatin, konnte aber keinen der Juroren für sich überzeugen.

## Diskografie (Auswahl)
Singles
- 1992: I’m Gonna Get You (mit Bizarre Inc)
- 1993: Took my Love (mit Bizarre Inc)
- 1993: Rockin for Myself (mit Motiv 8)
- 1995: Good Enough (mit B.B.)
- 1996: My Heart (mit Alex Martini)
- 1997: You Got It
- 1999: All I Want (mit Sub-Sonic)
- 2000: Tower of Love (mit Orange Soul)
- 2002: Knock on Wood (mit Boyz with Toyz)
- 2003: Burning Up (mit Mark Knight)
- 2003: Whatever you Dream (mit J Sonic)
- 2005: Sweet Surrender (mit Damp)
- 2006: Rockin for Myself (mit Northernbeat)
- 2006: Sing (mit Soul Avengerz)
- 2013: Some People (mit Funkemotion)
- 2014: In Your Love (mit Dario Martino)
- 2018: Make my Love (mit Rare Candy)